# Jadranski sljepušac
Jadranski sljepušac (lat. Niphargus jadranko), vrsta spiljskih vrsta rakova iz porodice Niphargidae, dio je reda rakušaca (Amphipoda). 
Hrvatski je kritično ugroženi endem

## Sinonimi
- Niphargus rejici jadranko Sket & Karaman G.S., 1990